# Sorgue
La Sorgue (in occitano e italiano Sòrga) è un fiume del dipartimento della Vaucluse (Francia), subaffluente di sinistra del Rodano (tramite il fiume Ouvèze al quale, in ogni modo, conferisce la prevalenza delle portate di magra e di piena).

## La sorgente

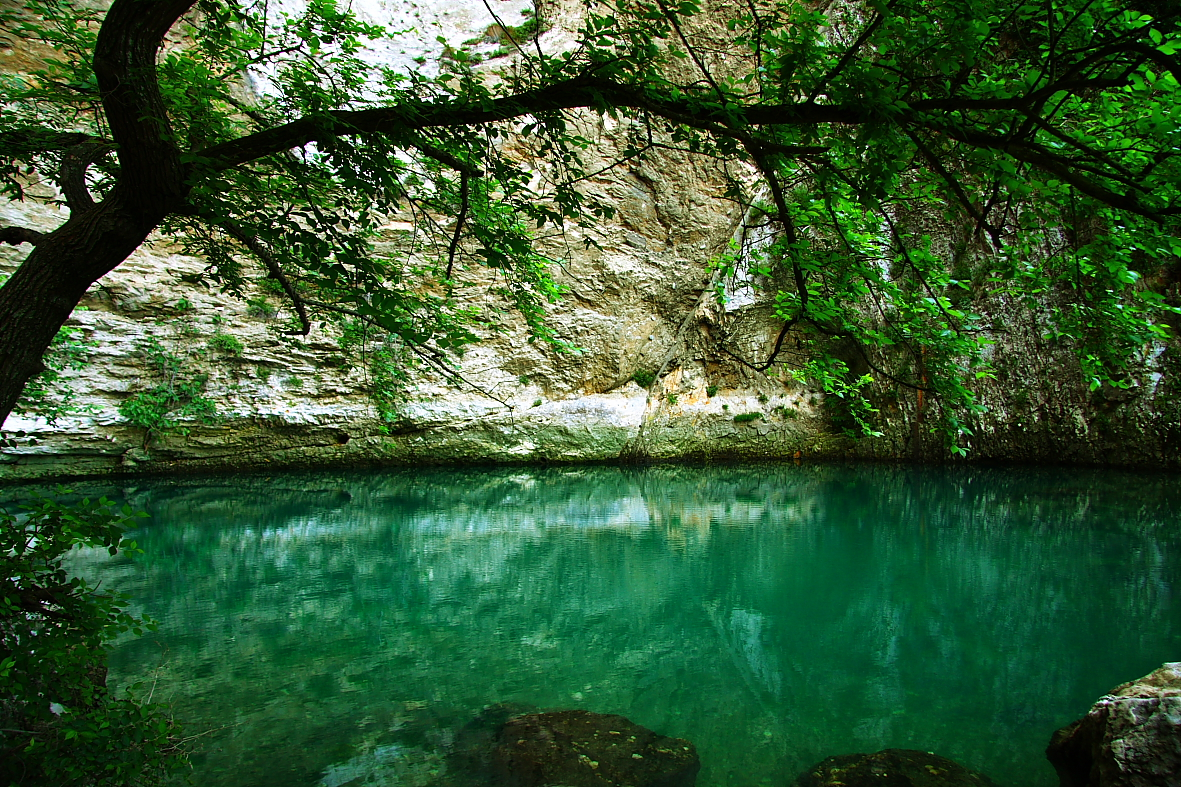
La sorgente

La sua sorgente, la famosa Fonte di Valchiusa, nell'omonima località, è la maggiore sorgente della Francia, avendo una portata di magra di 20 m³/s, ma potendo arrivare, in piena, all'impressionante cifra di 123 m³/s (misurata ufficialmente), ove non addirittura, con misurazione tuttavia non ufficiale, a 240 m³/s: in ogni caso, si tratta dei maggiori valori misurati o stimati per una sorgente, tanto che la Fontaine de Vaucluse dovrebbe essere la quinta al mondo.
La sorgente trae origine da un pozzo a sifone profondo quasi 400 m (esplorato con un batiscafo solo a metà degli anni ottanta del XX secolo) a sezione quasi perfettamente cilindrica che è collegato al retrostante altopiano carsico del Sisteron, e anche al vasto massiccio del Mont Ventoux: in tal modo il bacino imbrifero (endoreico) è di oltre 4000 km², il che spiega l'abbondanza delle portate.

## Il corso
Il fiume è lungo appena una trentina di chilometri ma, specie durante la piena, quando sovente esonda nelle campagne di L'Isle-sur-la-Sorgue, diviene uno dei maggiori tributari del Rodano. La sua sorgente ispirò a Francesco Petrarca (che soggiornò nei pressi) i celebri versi di Chiare, fresche et dolci acque.
In condizioni di piena, la sorgente ha la caratteristica di esondare con impressionante violenza e velocità, dalla sommità del cilindro (con diametro di una decina di metri), all'interno di una caverna (sulle cui pareti sono stati collocati una serie di idrometri per la misurazione del livello dell'acqua, che può raggiungere anche una quota di 5 o 6 metri superiore a quella dell'orlo del coronamento del cilindro), mentre in magra l'acqua fuoriesce direttamente dalle fessure della roccia, lungo l'alveo del fiume per una lunghezza di un centinaio di metri, a quote inferiori di alcune decine di metri rispetto allo sbocco della caverna. L'acqua sorgiva è purissima ed è considerata, in magra, addirittura potabile.
Dal punto di vista geologico, la sorgente ha dato il nome ad una categoria di sorgenti carsiche: le risorgive o sorgenti valchiusane, alle quali appartengono, ad esempio, le grotte di Oliero, sul Brenta o le due sorgenti del Livenza: Il Gorgazzo e La Santissima.
Dal punto di vista naturalistico il sito è del massimo interesse, sia geologico, sia botanico (il letto del fiume è cosparso di numerose piante acquatiche), sia estetico ed emotivo (lo spettacolo dell'esondazione della sorgente in piena è assolutamente unico al mondo e impressionante), sia per i ricordi legati alla figura del poeta italiano.
I comuni attraversati sono: Fontaine-de-Vaucluse, Saumane-de-Vaucluse, Lagnes, L'Isle-sur-la-Sorgue, Le Thor, Velleron, Châteauneuf-de-Gadagne, Jonquerettes, Saint-Saturnin-lès-Avignon, Pernes-les-Fontaines, Althen-des-Paluds, Entraigues-sur-la-Sorgue, Sorgues e Bédarrides.